# Eli P. Ashmun
Eli Porter Ashmun, född 24 juni 1770 i en by strax norr om Albany, New York, död 10 maj 1819 i Northampton, Massachusetts, var en amerikansk politiker inom Federalistpartiet och ledamot av USA:s senat 1816-1818.

## Biografi
Ashmun avlade 1807 grundexamen vid Middlebury College och studerade därefter juridik. Han arbetade först som advokat i Blandford och senare i Northampton.
Ashmun var ledamot av Massachusetts representanthus, underhuset i delstatens lagstiftande församling, 1803-1804. Han var ledamot av delstatens senat 1808-1810 och ledamot av USA:s senat 1816-1818.
Hustrun Lucy avled 1812. Sonen George Ashmun var ledamot av USA:s representanthus 1845-1851.
Ashmuns grav finns på Bridge Street Cemetery i Northampton, Massachusetts.